# Tipo 052B
El tipo 052B (destructor clase Luyang I de la OTAN/OSD) es una clase de destructores de misiles guiados de la Fuerza de Superficie de la Armada del Ejército Popular de Liberación de China (PLAN). El tipo 052B fue el primer diseño de destructor moderno de China y el primer diseño chino que incorpora verdadera capacidad de defensa aérea de medio alcance en forma de misiles tierra-aire (SAM) rusos Shtil-1 (Buk navalizado mejorado, designación de la OTAN SA-N-12).
En julio de 2004 se construyeron y pusieron en servicio dos barcos, el Guangzhou y el Wuhan.

## Buques de la serie
| Número | Número de banderín | Nombre           | Astillero | Botado             | Alta            | Flota                 | Estado  |
| ------ | ------------------ | ---------------- | --------- | ------------------ | --------------- | --------------------- | ------- |
| 1      | 168                | 广州 / Guangzhou | Jiangnan  | 20 de mayo de 2002 | Julio de 2004   | Flota del Mar del Sur | Activo. |
| 2      | 169                | 武汉 / Wuhan     | Jiangnan  | Octubre de 2002    | finales de 2004 | Flota del Mar del Sur | Activo. |